# Назаров, Анатолий Михайлович (кинооператор)
Анатолий Михайлович Наза́ров (1906—1987) — советский кинооператор. Заслуженный деятель искусств РСФСР (1965). Лауреат Сталинской премии второй степени (1951).

## Биография
А. М. Назаров родился 8 (21) ноября 1906 года. В 1929 году окончил Ленинградский фотокинотехникум. С 1930 года на киностудии «Ленфильм». В 1941—1943 годах фронтовой кинооператор.

## Фильмография
- 1932 — Сложный вопрос; Остров чудес
- 1934 — Чудо
- 1937 — Пугачёв
- 1938 — Год девятнадцатый
- 1940 — Концерт на экране (с В. А. Данашевским)
- 1940 — Разгром Юденича; Отец и сын
- 1945 — Простые люди
- 1947 — Пирогов (с А. Н. Москвиным и Н. А. Шифриным)
- 1949 — Александр Попов (с Е. В. Шапиро)
- 1950 — Советская Башкирия (документальный)
- 1952 — Разлом (фильм-спектакль)
- 1953 — Алеко (фильм-опера, с А. Г. Болтянским)
- 1955 — Неоконченная повесть
- 1956 — Медовый месяц; Одна ночь
- 1958 — Отцы и дети; День первый
- 1960 — Гущак из Рио-де-Жанейро (к/м)
- 1962 — Черёмушки
- 1964 — Спящая красавица (фильм-балет) (с Н. И. Покопцевым)
- 1965 — Залп «Авроры»
- 1967 — Зелёная карета (с Л. Е. Сокольским)
- 1968 — Лебединое озеро (фильм-балет)
- 1970 — Африканыч; Хозяин
- 1973, 1977 — Блокада
- 1979 — Летучая мышь
- 1981 — Товарищ Иннокентий

## Награды и премии
- Сталинская премия второй степени (1951) — за съёмки фильма «Александр Попов» (1949)
- Государственная премия РСФСР имени братьев Васильевых (1980) — за съёмки фильма «Блокада» (1973, 1977)
- заслуженный деятель искусств РСФСР (1965)